# Islas Malvinas en los Juegos de la Mancomunidad de 2014
El territorio británico de ultramar de las Islas Malvinas compitieron en los Juegos de la Mancomunidad de 2014 que se celebraron en Glasgow, Escocia. Fue la edición con más participantes malvinenses, ya que compitieron 25 atletas en tres deportes: bádminton, bolos sobre hierba y tiro. Mike Brownlee fue el abanderado.

## Bádminton
Individuales
| Atleta           | Evento                  | Ronda de 64                          | Ronda de 32             | Ronda de 16             | Cuartos de final        | Semifinales             | Final                   | Posición     |
| Atleta           | Evento                  | Puntuación del oponente              | Puntuación del oponente | Puntuación del oponente | Puntuación del oponente | Puntuación del oponente | Puntuación del oponente | Posición     |
| ---------------- | ----------------------- | ------------------------------------ | ----------------------- | ----------------------- | ----------------------- | ----------------------- | ----------------------- | ------------ |
| Douglas Clark    | Individuales masculinos | Steve Malcouzanne Seychelles L 0 - 2 | No clasificó            | No clasificó            | No clasificó            | No clasificó            | No clasificó            | No clasificó |
| Dominic Jaffray  | Individuales masculinos | Chao Huang Singapur L 0 - 2          | No clasificó            | No clasificó            | No clasificó            | No clasificó            | No clasificó            | No clasificó |
| Ross Stewart     | Individuales masculinos | Emmanuel Donkor Ghana L 0 - 2        | No clasificó            | No clasificó            | No clasificó            | No clasificó            | No clasificó            | No clasificó |
| Sofia Arkhipkina | Individuales femeninos  | Geordine Henry Jamaica L 0 - 2       | No clasificó            | No clasificó            | No clasificó            | No clasificó            | No clasificó            | No clasificó |
| Laura Minto      | Individuales femeninos  | Shari Watson Barbados L 0 - 2        | No clasificó            | No clasificó            | No clasificó            | No clasificó            | No clasificó            | No clasificó |

Dobles
| Atleta                             | Evento           | Ronda de 64             | Ronda de 32             | Ronda de 16             | Cuartos de final        | Semifinales             | Final                   | Posición     |
| Atleta                             | Evento           | Puntuación del oponente | Puntuación del oponente | Puntuación del oponente | Puntuación del oponente | Puntuación del oponente | Puntuación del oponente | Posición     |
| ---------------------------------- | ---------------- | ----------------------- | ----------------------- | ----------------------- | ----------------------- | ----------------------- | ----------------------- | ------------ |
| Douglas Clark Ross Stewart         | Dobles maculinos | No participó            | Inglaterra L 0 - 2      | No clasificó            | No clasificó            | No clasificó            | No clasificó            | No clasificó |
| Christopher Eynon Dominic Jaffray  | Dobles maculinos | Seychelles L 0 - 2      | No clasificó            | No clasificó            | No clasificó            | No clasificó            | No clasificó            | No clasificó |
| Laura Minto Louise Williams        | Dobles femeninos | N/A                     | Sri Lanka L 0 - 2       | No clasificó            | No clasificó            | No clasificó            | No clasificó            | No clasificó |
| Sofia Arkhipkina Anna Luxton       | Dobles femeninos | N/A                     | Seychelles L 0 - 2      | No clasificó            | No clasificó            | No clasificó            | No clasificó            | No clasificó |
| Dominic Jaffray Louise Williams    | Dobles mixtos    | Nueva Zelanda L 0 - 2   | No clasificó            | No clasificó            | No clasificó            | No clasificó            | No clasificó            | No clasificó |
| Douglas Clark Anna Luxton          | Dobles mixtos    | Ghana L 0 - 2           | No clasificó            | No clasificó            | No clasificó            | No clasificó            | No clasificó            | No clasificó |
| Ross Stewart Laura Minto           | Dobles mixtos    | No participó            | Australia L 0 - 2       | No clasificó            | No clasificó            | No clasificó            | No clasificó            | No clasificó |
| Christopher Eynon Sofia Arkhipkina | Dobles mixtos    | Pakistán L 0 - 2        | No clasificó            | No clasificó            | No clasificó            | No clasificó            | No clasificó            | No clasificó |

## Bolos
Masculino
| Atleta                                                 | Evento  | Fase de grupos                                                                                          | Fase de grupos | Cuartos de final        | Semifinal               | Final                   | Posición     |
| Atleta                                                 | Evento  | Puntuación del oponente                                                                                 | Posición       | Puntuación del oponente | Puntuación del oponente | Puntuación del oponente | Posición     |
| ------------------------------------------------------ | ------- | --- | -------------- | ----------------------- | ----------------------- | ----------------------- | ------------ |
| Michael Reive Patrick Morrison Barry Ford              | Triples | Inglaterra L 8 - 31 Australia L 5 - 23 Malasia L 8 - 31 Papúa Nueva Guinea W 17 - 12 Pakistán W 23 - 15 | 4              | No clasificó            | No clasificó            | No clasificó            | No clasificó |
| Gerald Reive Michael Reive Patrick Morrison Barry Ford | Cuartos | Canadá · L 6 - 16 · India · L 6 - 22 · Sudáfrica · L 5 - 40 · Namibia · W 12 - 11                       | 4              | No clasificó            | No clasificó            | No clasificó            | No clasificó |

## Tiro
Individual
| Atleta              | Evento                              | Calificación | Calificación | Semifinales  | Semifinales  | Final        | Final        |
| Atleta              | Evento                              | Puntos       | Posición     | Puntos       | Posición     | Puntos       | Posición     |
| ------------------- | ----------------------------------- | ------------ | ------------ | ------------ | ------------ | ------------ | ------------ |
| Michael Goss        | Rifle (50 metros)                   | DNS          | DNS          | N/A          | N/A          | No clasificó | No clasificó |
| Jeremy Poncet       | Rifle (50 metros)                   | 486.4        | 38           | N/A          | N/A          | No clasificó | No clasificó |
| Nevin Middleton     | Pistola aire comprimido (10 metros) | 523          | 27           | N/A          | N/A          | No clasificó | No clasificó |
| Muarry Middeton     | Pistola aire comprimido (10 metros) | 498          | 29           | N/A          | N/A          | No clasificó | No clasificó |
| Saul Pitaluga       | Trap                                | 92           | 28           | No clasificó | No clasificó | No clasificó | No clasificó |
| Shaun Jaffray       | Trap                                | 73           | 36           | No clasificó | No clasificó | No clasificó | No clasificó |
| Shaun Jaffray       | Doble trap                          | 52           | 18           | No clasificó | No clasificó | No clasificó | No clasificó |
| Axel Rodríguez-Reid | Doble trap                          | 80           | 14           | No clasificó | No clasificó | No clasificó | No clasificó |
| Matthew Vincent     | Skeet                               | 75           | 26           | No clasificó | No clasificó | No clasificó | No clasificó |

Abiertos
| Atleta                       | Evento                          | Día 1  | Día 1    | Día 2  | Día 2    | Día 3  | Día 3    | Total   | Total    |
| Atleta                       | Evento                          | Puntos | Posición | Puntos | Posición | Puntos | Posición | General | Posición |
| ---------------------------- | ------------------------------- | ------ | -------- | ------ | -------- | ------ | -------- | ------- | -------- |
| Derek Goodwin                | Premio de la Reina (individual) | 96     |          | 145    |          | 133    |          | 374     | 25       |
| Gareth Goodwin               | Premio de la Reina (individual) | 96     |          | 143    |          | 119    |          | 358     | 31       |
| Derek Goodwin Gareth Goodwin | Premio de la Reina (parejas)    | 281    | 16       | 255    | 15       | N/A    | N/A      | 536     | 16       |